# Walter-Künneth-Preis
Der Walther-Künneth-Preis ist eine Auszeichnung für Persönlichkeiten und Werke, „die sich auf biblischer Basis um die Bewahrung und Verbreitung des christlich-reformatorischen Erbes in Theologie, Verkündigung, Diakonie und Gesellschaft verdient gemacht haben“. Vergeben wurde der Preis zwischen 2004 und 2013 von der theologisch konservativen Kirchlichen Sammlung um Bibel und Bekenntnis in Ansbach, Bayern (KSBB), eine 1967 als Gegenbewegung zu modernen theologischen Ansätzen gegründete Vereinigung mit Mitgliedern zunächst v. a. aus lutherischen und volksmissionarisch-pietistischen Kreisen.

## Benennung
Der Preis ist nach dem Erlanger Theologieprofessor Walter Künneth (1901–1997) benannt, der eine wortlautorientierte Bibelarbeit verteidigte. Die Methodik Bultmanns kritisierte er ebenso wie andere Tendenzen moderner Theologie. Ihm wurde, nach anfangs guten Kontakten zur Gestapo und dem Reichsinnenministerium, im Zuge des Verbots der Apologetischen Centrale, welcher er vorstand, durch die Nationalsozialisten Schreib- und Redeverbot auferlegt, in der DDR waren seine Bücher unerwünscht. Bekannt sind seine antisemitischen Thesen z. B. über eine „zersetzende“ Wirkung „des Weltjudentums“. In einem Gutachten von April 1933 hielt er es für wichtig, dass „die Ausschaltung der Juden als Fremdkörper im Volksleben sich nicht in einer dem christlichen Ethos widersprechenden Weise vollzieht. Gegen jede Art von gewaltsamer Judenverfolgung … ist deshalb von der Kirche aus Einspruch zu erheben“.
Der Preis besteht aus einer 143 Gramm schweren Silbermünze. Die Vorderseite ziert ein Abbild Künneths, sein Name sowie das Motto „Der Herr ist auferstanden“. Namenszug und Motto werden durch zwei KSBB-Logos getrennt. Auf der Rückseite ist der Name des jeweiligen Preisträgers und die Jahreszahl der Preisverleihung eingraviert.

## Position
KSBB setzt sich nach frühen Dokumenten zu ihrem eigenen Selbstverständnis primär ein gegen „übertriebene Demokratisierung der Kirche“ und „gegen eine Zeitgeist-Theologie, die den Menschen mehr und mehr in den Mittelpunkt ... rückt“, „gegen das Eindringen modernistischer Theologie auch in Bayern“ und eine „falsche Weltlichkeit“, konkret z. B. gegen Frauenordination, gegen Sexualkundeunterricht, gegen existentialistische Ansätze in der Theologie und gegen Ansätze einer Entmythologisierung biblischer Texte, wie dies unter Schülern Bultmanns üblich wurde. KSBB kritisierte in jüngerer Zeit etwa multireligiöse Feiern, u. a., weil „maßgebliche Vertreter“ des Islam „offenen Hass gegen Christen und vor allem gegen Juden tolerierten“ oder kritisierte Angriffe auf evangelikale Veranstaltungen wie Christival und den Internationalen Kongress für Psychotherapie und Seelsorge als antichristlich.

## Preisträger
- 2004: Hans Apel, Bundesminister a. D. (für sein kritisches Buch Volkskirche ohne Volk).
Laudator war der Marburger Staatskirchenrechtler Jörg Müller-Volbehr
- 2005: Oskar Sakrausky, evang.-luth. Altbischof von Österreich (für seinen Einsatz gegen Abtreibung).
Laudator war der bayerische Pfarrer und Obmann der Gesellschaft für innere und äußere Mission Wolfhart Schlichting.
- 2006: Theo Lehmann, Pfarrer und Evangelist (für seine Bemühungen um Evangelisation).
Laudator war der Leiter der evangelischen Nachrichtenagentur idea, Helmut Matthies.
- 2007: idea, evangelische Nachrichtenagentur (für ihre zeitgeistkritische Pressearbeit, insbesondere durch das Wochenmagazin ideaSpektrum).
Laudator war der Direktor von Bibel TV, Henning Röhl.
- 2008: Susanne Geske, Witwe des am 18. April 2007 im Rahmen der Morde im Zirve-Verlag getöteten Tilmann Geske (für ihre Vergebung gegenüber den Mördern ihres Mannes).
Laudator war der Vorsitzende der Weltweiten Evangelischen Allianz Thomas Schirrmacher.
- 2009: Maria Grundberger, Andrea Käppler, Tamar Küchler, Aline Queck und Kirsten Zeil, Hebammen (für ihr Engagement gegen Abtreibung).
Laudator für die vier evangelischen Hebammen Käppler, Küchler, Queck und Zeil war der Generalsekretär der Deutschen Evangelischen Allianz, Hartmut Steeb. Die Laudatio für die katholische Hebamme Grundberger hielt der Weihbischof von Salzburg, Andreas Laun.
- 2010: Walter Obare Omwanza, Erzbischof der Evangelisch-Lutherischen Kirche in Kenia (unter anderem für seine Gründung einer Parallelkirche in Schweden, die im Gegensatz zur Schwedischen Kirche die Frauenordination ablehnt).[7]
Laudator war der bayerische Pfarrer und Obmann der Gesellschaft für innere und äußere Mission Wolfhart Schlichting.
- 2012: Bischöfe der Evangelisch-Lutherischen Kirche in Tansania (unter anderem für die Verfassung der Dodoma-Erklärung); entgegengenommen wurde der Preis am 31. August 2012 von Bischof Mameo in Arusha.
- 2013: Evangelist Lutz Scheufler (Waldenburg in Sachsen) unter anderem für seinen Widerstand gegen die Einführung des Pfarrerdienstgesetzes in der Evangelisch-Lutherischen Landeskirche Sachsens